# تائورین
تائورین یا تُرین یا تُرایْن (به انگلیسی: Taurine) یک اسید آلی با شناسه پاب‌کم ۱۱۲۳ و جرم مولی آن ۱۲۵٫۱۴ گرم بر مول می‌باشد. این ترکیب به صورت گسترده‌ای در بدن حیوانات وجود دارد تائورین یک هزارم وزن بدن انسان را تشکیل می‌دهد. تائورین بخش مهمی از صفرا را تشکیل می‌دهد و در روده بزرگ یافت می‌شود.
تائورین برای تحریک ارگانیسم و بیشتر از همه برای تحریک عملکرد مغز مناسب است. مکمل‌گیری تائورین در بیماران با نارسایی قلب که از درمان دارویی استاندارد نیز استفاده می‌کنند، می‌تواند ظرفیت ورزشی آن‌ها را بهبود بخشد.
همچنین این ماده می‌تواند سطح آب بدن را در سطح سلولی افزایش دهد که این عمل باعث تقویت حجم سلول‌ها و در نتیجه افزایش هدایت مواد مغذی به آن‌ها می‌شود.
منابع غذایی تورین شامل گوشت قرمز، ماهی و لبنیات است. همچنین این ترکیب به بسیاری از نوشیدنی های انرژی زا اضافه می گردد.